# Соколенко Наталія Анатоліївна
Ната́лія Анато́ліївна Соколе́нко (нар. 4 квітня 1975, м. Бровари, Київська область) — телерепортерка, учасниця журналістського руху «Стоп цензурі!» та «Самоврядної альтернативної мережі», член Громадської ради доброчесності з 11.11.2016. Журналістка Українського радіо.

## Освіта
У 2000 році закінчила Інститут журналістики Національного університету імені Тараса Шевченка.

## Журналістська діяльність
- З 2004 до 2012 року була кореспонденткою програми «Вікна -Новини» на телеканалі СТБ. Звільнилася[1] через цензуру, пов’язану з Наталією Королевською, з якої політтехнологи конструювали нібито опозиційну до команди тодішнього президента Віктора Януковича кандидатку для парламентських виборах.
- У 2010 році стала учасницею Руху «Стоп цензурі» та стала випускницею Української школи політичних студій.
- З 2013 — стала співзасновницею «Громадського радіо», була кілька років засупницею шеф-редактора, працювала ведучою радіомарафону “Євромайдан онлайн” та ток-шоу “Громадська хвиля”, “Ранкова хвиля” та “Київ Донбас”.
- З 2017 — журналістка Українського радіо, що знаходиться у складі Національної суспільної телерадіокомпанії України[2].
- З 2018 до 2020 року була у першому та другому складі Громадської ради доброчесності, яка була створена для проведення судової реформи та очищення судової гілки влади від недоброчесних суддів[3].
- З 2024 року співавторка проєкту “Батьки засновники”, які сформулювали ідею України та обґрунтували її державність. Програму Соколенко веде на “Українському радіо разом із Сергієм Стукановим.
- З 25 травня 2025 року співавторка проєкту громадської ініціативи “Голка” та спілки Музею видатних киян “Києве мій”[4]. Однойменну програму веде разом із засновником спілки "Музей видатних киян" Сергієм Костянчуком. Першою гостею стала Світлана Поваляєва.[5]

## Відзнаки
- 2009 — Національна премія «Телетріумф» як найкращий репортер.